# Vkus chalvy
Vkus chalvy (Вкус халвы) è un film del 1975 diretto da Pavel Oganezovič Arsenov.

## Trama
Per molti anni il grande emiro di Buchara non ha conosciuto la felicità - ha perso il sapore magico di halva, e ora la vita per lui è aspra, come un limone. E nella casa del povero vasaio Šir-Mamed - felicità: ha miracolosamente avuto un figlioletto, e il suo nome è Chodža Nasreddin. E chi saprebbe di cosa è capace questo giovane furfante ?! Tutta Buchara ha già sentito parlare dei trucchi di Nasreddin! Riuscirà forse a restituire il sapore di halva all'emiro depresso?